# Ranipettai
Ranipettai (o Ranippettai, Ranipet) è una suddivisione dell'India, classificata come municipality, di 50.764 abitanti situata nel distretto di Vellore, nello stato federato del Tamil Nadu. 

## Geografia fisica
La città è situata a 12° 55' 60 N e 79° 19' 60 E e ha un'altitudine di 165 m s.l.m..

## Società

### Evoluzione demografica
Al censimento del 2001 la popolazione di Ranipettai assommava a 47.236 persone, delle quali 23.026 maschi e 24.210 femmine. I bambini di età inferiore o uguale ai sei anni assommavano a 4.961, dei quali 2.552 maschi e 2.409 femmine. Infine, coloro che erano in grado di saper almeno leggere e scrivere erano 37.210, dei quali 19.182 maschi e 18.028 femmine.